# Oreocarya suffruticosa
Oreocarya suffruticosa är en strävbladig växtart som först beskrevs av John Torrey, och fick sitt nu gällande namn av Edward Lee Greene. Oreocarya suffruticosa ingår i släktet Oreocarya och familjen strävbladiga växter.

## Underarter
Arten delas in i följande underarter:
- O. s. arenicola
- O. s. laxa
- O. s. pustulosa
- O. s. setosa